# Trichohippopsis exilis
Trichohippopsis exilis là một loài bọ cánh cứng trong họ Cerambycidae.